# Лаґевники-Косьцельне
Лаґевники-Косьцельне (пол. Łagiewniki Kościelne) — село в Польщі, у гміні Кішково Гнезненського повіту Великопольського воєводства.
Населення — 369 осіб (2011).
У 1975-1998 роках село належало до Познанського воєводства.

## Демографія
Демографічна структура станом на 31 березня 2011 року:
|          | Загалом | Допрацездатний вік | Працездатний вік | Постпрацездатний вік |
| -------- | ------- | ------------------ | ---------------- | -------------------- |
| Чоловіки | 195     | 48                 | 129              | 18                   |
| Жінки    | 174     | 32                 | 105              | 37                   |
| Разом    | 369     | 80                 | 234              | 55                   |